# Patah
Un pataḥ, en hébreu פַּתָּח (patāḥ), est un signe diacritique de l'alphabet hébraïque servant à noter une voyelle. Le signe est constitué d'une ligne horizontale sous une lettre. En hébreu, il marque la voyelle centrale ouverte [a].
En yiddish, la combinaison d'un pataḥ, prononcé pasekh, et de la lettre aleph (אַ appelé pasekh alef) marque également la voyelle [a]. La combinaison d'un pataḥ et  d'un double yod (ײַ appelé pasekh tvsey yudn) marque la diphtongue [ay].